# Sporting Clube de Lamego
Le Sporting Clube de Lamego est un club de football portugais basé à Lamego dans le nord du Portugal.